# 简·桑顿
简·桑顿（英語：Jane Thornton，1978年7月9日—），旧姓朗博尔（Rumball），加拿大女子赛艇运动员。她曾代表加拿大参加世界赛艇锦标赛，获得一枚金牌。她也曾参加2008年夏季奥林匹克运动会。